# الجيش الثامن عشر (فيرماخت)
الجيش الثامن عشر (بالألمانية: Armeeoberkommando 18) جيش ميداني ألماني شارك في الحرب العالمية الثانية.

## الحرب العالمية الثانية
تشكّل الجيش الثامن عشر في نوفمبر 1939 في المنطقة العسكرية الخامسة (بالألمانية: Wehrkreis VI) وشارك في العمليات العسكرية في هولندا وبلجيكا وفرنسا عام 1940، بعدها انتقل الجيش الثامن عشر شرقا وشارك في الغزو الألماني للاتحاد السوفيتي.
في البداية كوّن الجيش الثامن عشر جزءا من مجموعة الجيوش الشمالية حتى مطلع عام 1945 عندما وُضع تحت إمرة مجموعة جيوش كورلاند، وفي أكتوبر من عام 1944 تعرّض الجيش للتطويق بعد هجوم شنه الجيش الأحمر وظل محُاصرا في جيب كورلاند حتى نهاية الحرب.

## القادة
- جنرال فيلد مارشال (بالألمانية: Generalfeldmarschall) غيورغ فون كوخلر من 5 نوفمبر 1939 حتى 16 يناير 1942
- جنرال أوبيرست (بالألمانية: Generaloberst) غيورغ ليندمان من 16 يناير 1942 حتى 29 مارس 1944
- جنرال المدفعية (بالألمانية: General der Artillerie) هيربرت لوخ من 29 مارس 1944 حتى 2 سبتمبر 1944
- جنرال المشاة (بالألمانية: General der Infanterie) إرينفريد بوغى من 5 سبتمبر 1944 حتى 8 مايو 1945